# Chessenaz
Chessenaz är en kommun i departementet Haute-Savoie i regionen Auvergne-Rhône-Alpes i sydöstra Frankrike. Kommunen ligger i kantonen Frangy som tillhör arrondissementet Saint-Julien-en-Genevois. År 2022 hade Chessenaz 241 invånare.

## Befolkningsutveckling
Antalet invånare i kommunen Chessenaz
| Referens: INSEE |